# Ариф, Мурад
Мурад Ариф оглы́ Шукюр (азерб. Murad Arif oğlu Şükür, род. 27 сентября 1981, Сумгаит) —  азербайджанский певец, композитор, музыкальный продюсер, шоумен и журналист. В Азербайджане известен как «Хитмэйкер» за влияние на страну своими песнями. Ведущий ютуб-проекта «Popumuz Var». Наставник на международном телевизионном проекте «The Voice Kids».

## Биография
Родился 27 Сентября 1981 года, в семье деятеля искусств Арифа Шукюрова (1936 - 2019) и биолога Сенубер Шукюровой (1949). По линии отца предки Мурада из Фузули, по линии матери предки из Шуша. У Мурада есть 2 сестры. Натаван и популярная телеведущая Азербайджана Кенуль Ариф кызы. Учился в городе Сумгаит, в школах № 15, № 28 и в Лицее "İstedad". Окончил "Международные Экономические Отношения".
В 2011 году женился. В 2012 году родился сын Микаил, в 2015 году родилась дочь Айла.

## Телевизионная карьера
После получения экономического образования не стал заниматься экономикой как основной профессией. В 2002 стал работать эфирным оператором на Radio Space Баку. Далее работал диджеем на бакинских радиостанциях Space 104 FM, İctimai Radio 90 FM с Лейлой Гулиевой и на Radio Lider 107 FM. Он является первым комментатором международного конкурса Евровидение в Азербайджане. Впервые в качестве телеведущего выступил на молодёжном проекте "Qaraj" вместо Уснии Магеррамовой на Общественном Телевидении. В 2007-м выиграл автомобиль на реалити проекте Мурада Дадашова "Maşın Şou". Помимо этого, был ведущим на телеканалах Lider ("Yeni Səhər" и "Solo") и ATV ("Gün Keçir"). Снимал цикл передач посвященной "Montreux Jazz Festival 2008" из Швейцарии. Являлся комментатором церемонии открытия Чемпионата Мира 2010. Так же комментировал международный музыкальный конкурс "5 Звезд". Являлся членом жюри на проекте "Большая сцена" и в национальном отборе конкурса Евровидения 2014. С 2018 года ушёл с Lider TV и начал вести авторский проект "Popumuz Var". С 2023 года является одним из членов жюри в музыкальном телешоу «Маска».

## Музыкальная карьера
Долгое время Мурад Ариф являлся музыкальным продюсером Аяз Гасымова, Эльтона Гусейналиева, Яшара Джалилова и Хайяма Нисанова. С 2008 года начал деятельность по сочинению песен. Кроме музыки также является автором текстов к своим песням. В 2008 году он предложил своему подопечному Аязу, свою первую песню "Almalarınla". Песня в считанные дни была замечена аудиторией и мгновенно стала хитом. Далее начали поступать предложения от всех популярных артистов Азербайджана. Является автором песен для таких популярных азербайджанских певиц и исполнителей как Натаван Хабиби, Роя Айхан, Эльнара Халилова, Айгюн Кязимова, Фаик Агаев, Тунзаля Агаева, Хайям Нисанов, Севда Алекперзаде и многих других. В 2009 году на конкурсе Министерства Культуры «Bakı Gecələri» («Бакинские ночи»), его песня «Sevdiyini söylə» («Скажи, что любишь») исполненная Натаван Хабиби, заняла 1 место по итогам года. В 2011 году певица Натаван Хабиби представила Азербайджан на телевизионном песенном конкурсе молодых исполнителей из тюркоязычных стран «Turkcevizyon Muzik Festivali 2011» в турецком городе Денизли с его песней «Təyyarələr» («Самолеты»). Песни Мурада знают и в Турции. Его песни официально выходили в альбомах таких популярных артистов Турции как Нил Караибрахимгил, Зийнет Сали, DJ Suat Ateşdağlı, Enbe Orkestrası. Также, многократно и без разрешения были исполнены со стороны артистов Казахстана, Узбекистана и России. В 2014 году Мурад Ариф начинает певческую карьеру, исполняет свои песни. Его дебютные синглы "Həyat yoldaşımsan", "Inşallah", "Saçların" ворвались в музыкальную жизнь страны и сделали его популярным исполнителем Азербайджана. А песня "Oppalara" в 2018 году побила все рекорды (прим. 22 миллионов просмотров на Youtube за 2020 год). В 2018 году Мурад Ариф сделал сольный концерт в Центре Гейдарa Алиева. 2019 году он повторил свой успех, дав очередной сольный концерт в Центре Гейдара Алиева. 5 Декабря, 2019 года, Мурад Ариф дал соло-концерт под названием "Tufan" в самом большом клубе страны Elektra Hall. В 2020 году стал наставником на международном телевизионном проекте "The Voice Kids". В 2021 году стал наставников телевизионного шоу "The Voice". Во время батлов спас Лейлу Иззятову, участницу из команды Тюнзали Агаевой.

### Музыка и слова Мурад Арифа
| Год  | Исполнитель                                  | Песня                        |
| ---- | -------------------------------------------- | ---------------------------- |
| 2008 | Аяз Гасымов                                  | Almalarınla                  |
| 2008 | Хайям Нисанов                                | İstanbul                     |
| 2008 | Эльнара Халилова                             | Ay qız oyan                  |
| 2009 | Натаван Хабиби и Интизар                     | Sevdiyini söylə              |
| 2009 | Айгюн Кязимова                               | Şou № 1                      |
| 2009 | Хайям Нисанов                                | İstidir                      |
| 2009 | Аяз Гасымов                                  | Şokolad                      |
| 2009 | Айгюн Рагимова                               | Məni dəli kimi sevən adam    |
| 2009 | Фаик Агаев                                   | Bal kimi                     |
| 2010 | Хайям Нисанов                                | Boom                         |
| 2010 | Тунзаля Агаева и Хайям Нисанов               | Ürəyimsən                    |
| 2010 | Натаван Хабиби                               | Təyyarələr                   |
| 2011 | Натаван Хабиби                               | Stop                         |
| 2011 | Замиг Гусейнов                               | O mənə inanır                |
| 2011 | Надир Гафарзаде                              | Rakkada-çıkkada              |
| 2012 | Натаван Хабиби                               | Damlalar                     |
| 2012 | Рашад Ильясов                                | Adrenalin                    |
| 2012 | Роза Зергерли                                | Atəş                         |
| 2012 | Хайям Нисанов                                | Bakı-Moskva                  |
| 2012 | Нил Караибрахимгил                           | Ay kız uyan                  |
| 2012 | Фаик Агаев                                   | Riyaziyyat                   |
| 2012 | Зийнет Сали                                  | İstanbul                     |
| 2013 | Натаван Хабиби                               | Sən məni başa düşmürsən niyə |
| 2013 | Фаган Сафаров                                | Xəstə                        |
| 2013 | Аяз Гасымов                                  | Mən səni öldürdüm            |
| 2014 | Замиг Гусейнов                               | Yeganə                       |
| 2014 | Нура Сури                                    | Brilliantlar                 |
| 2014 | Ильхама Касимова                             | Seni seviyorum               |
| 2014 | Роя Айхан                                    | Ona nə varki                 |
| 2014 | Мурад Ариф                                   | Həyat yoldaşımsan            |
| 2014 | Зульфия Ханбабаева и Аббас Багиров           | Xoşbəxt olun                 |
| 2015 | Роя Айхан и Хайям Нисанов                    | Sənə ehtiyacım var           |
| 2015 | Роза Зергерли                                | Şirin çay                    |
| 2016 | Фуад Дадашев                                 | Şəkillər                     |
| 2016 | Enbe Orkestrası, Зийнет Сали и Хайям Нисанов | İstanbul                     |
| 2016 | Аббас Багиров                                | Safiyə                       |
| 2016 | Мурад Ариф                                   | Sevgililər                   |
| 2016 | Мурад Ариф                                   | Dondurma                     |
| 2016 | Манана Джапаридзе и Мурад Ариф               | Yaşasın sevənlər             |
| 2017 | Айгюн Мамедли                                | İkimiz                       |
| 2017 | Натаван Хабиби                               | Sənə                         |
| 2017 | Мурад Ариф                                   | Saçların                     |
| 2017 | Мурад Ариф                                   | Partlat!                     |
| 2018 | Мурад Ариф и Диляра Казимова                 | Yalnız səni gözlədim         |
| 2018 | Мурад Ариф                                   | Qızım                        |
| 2018 | Мурад Ариф и Рамиль Набран                   | Oppalara                     |
| 2019 | Мурад Ариф и Гюнель Зейналова                | Tufan                        |
| 2020 | Мурад Ариф                                   | Oğlum                        |
| 2020 | Мурад Ариф                                   | Qələbə                       |
| 2021 | Мурад Ариф                                   | Bakı Göz Yaşlarına İnanmır   |
| 2021 | Мурад Ариф                                   | İçin-İçin                    |
| 2022 | Мурад Ариф и Бриллиант Дадашова              | Təşəkkür                     |

### Синглы
- Həyat yoldaşımsan (2014)
- İnşallah (2014)
- Tavla (2016)
- Sevgililər (2016)
- Dondurma (2016)
- Sevdiyini söylə (2016)
- Ürəyimsən (2016)
- Yaşasın Sevənlər (2016)
- Fərqliyəm (2016)
- Saçların (2017)
- Bu şəhər ikimizə dar (2017)
- Partlat! (2017)
- Yalnız səni gözlədim (2018)
- Qızım (2018)
- Oppalara (2018)
- Tufan (2019)
- Mənə sən lazımsan (2019)
- Bossa Nova (2019)
- Oğlum (2020)

### Альбомы
- Solo